# Chrysopa bulbosa
Chrysopa bulbosa är en insektsart som först beskrevs av Luisa Eugenia Navas 1926.  Chrysopa bulbosa ingår i släktet Chrysopa och familjen guldögonsländor. Inga underarter finns listade i Catalogue of Life.